# Wyka soczewicowata
Wyka soczewicowata (Vicia ervilia (L.) Willd.) – gatunek rośliny jednorocznej z rodziny bobowatych. W formie dzikiej występuje w Azji Mniejszej, środkowej i zachodniej Azji (m.in. w północnym Iraku), północnej Afryce, w południowo-wschodniej i południowo-zachodniej Europie.

## Morfologia

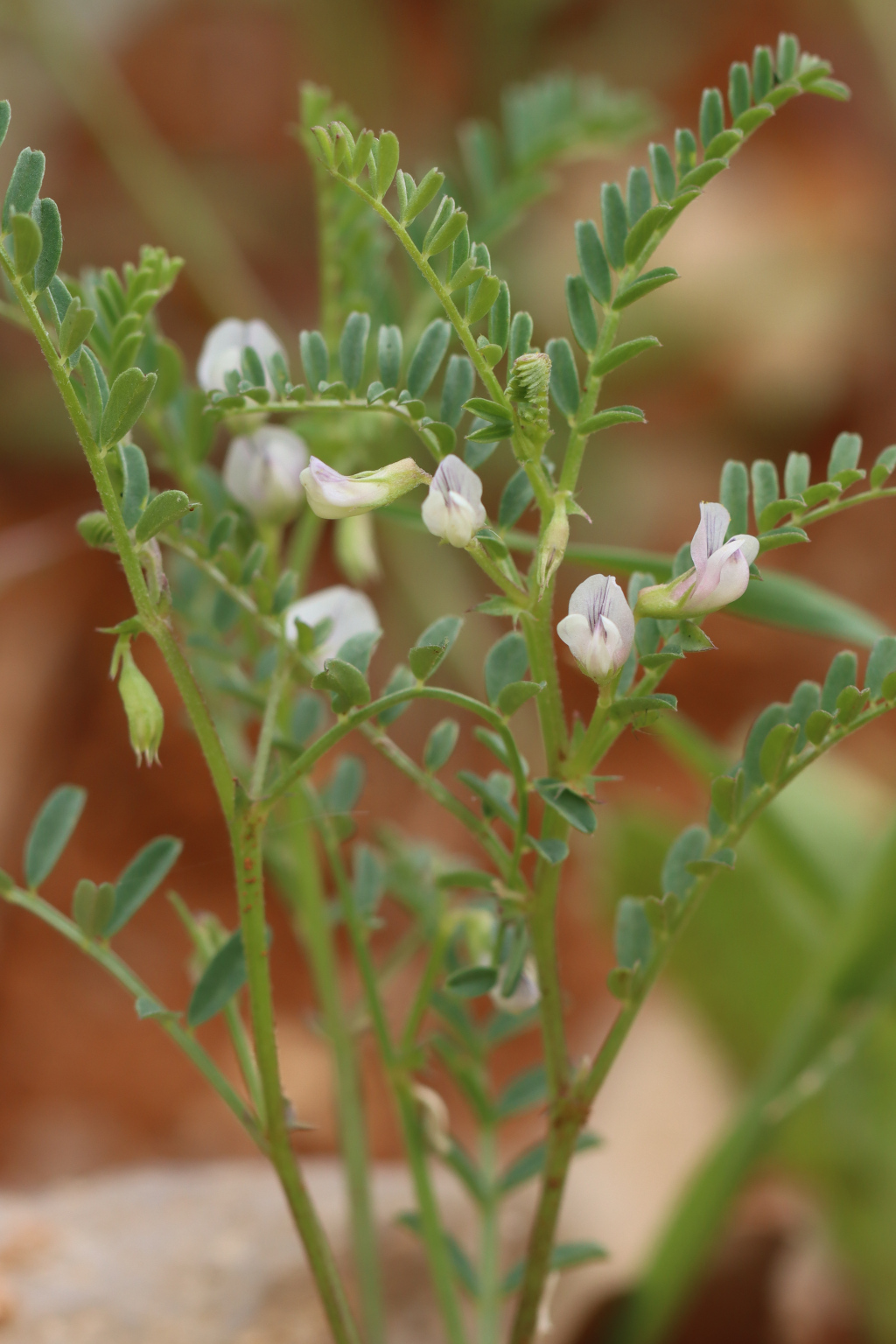
Pokrój

ŁodygaOsiąga wysokość 20–70 cm.
LiścieParzystopierzaste o 8-12(15) parach wąskoeliptycznych listków, zakończone wąsami czepnymi.
KwiatyDrobne, motylkowe o dzwonkowym kielichu i przeważnie jasnoróżowych płatkach korony.
Owoce2–4 nasiona w strąku, z wyglądu podobne do nasion soczewicy.

## Zastosowanie
Jedna z pierwszych uprawianych roślin. Nasiona są gorzkie i trujące – do spożycia przez człowieka nadają się dopiero po wielokrotnym obgotowaniu. Przeznaczane na paszę dla bydła i owiec. Uprawiana głównie w rejonie Morza Śródziemnego.